# Ђурђиц
Ђурђиц је хришћански и народни празник који се прославља 16. новембра (3. новембра по старом календару), чиме се обележава успомена на пренос моштију Светог Ђорђа и обновљење његовог храма у ком је положено његово тело. У народу је овај празник познат и као Мали Ђурђевдан.

## Порекло празника
Празник Ђурђиц хришћанска црква обележава у спомен преноса моштију светог Ђорђа из Никомидије у Лиду Палестинску, што је било испуњење његове последње жеље.
У време цара Константина (306—337), хришћани су сазидали храм светом Ђорђу у Лиди Палестинској. Приликом освећења тог храма, пренете су и у њему сахрањене мошти светог Ђорђа. Тај храм је више пута био рушен и обнављан. По црквеном учењу, на овај дан је и обновљен храм Светог великомученика Георгија у Лиди (први пут?).

## Празник Светог Ђорђа
Свети Ђорђе се на иконама најчешће представља на коњу, у војводском оделу, како убија аждају. На иконама за празник Ђурђиц, се представља као „пешак": без коња, у стојећем ставу и са копљем или мачем у руци. Обичај у Србији је да се у госте код укућана који славе ову славу носе три кестена који симболизују штит Светог Ђорђа који ће чувати укућане до следеће славе. Број кестенова се доводи у везу са Светим Тројством.